# Antonio Juanas
Juan Antonio de Juanas (Narros, c. 1762/63 - ¿?, después de 1819) fue un compositor y maestro de capilla español, activo en España y México.

## Vida
Se conoce el origen de Antonio Juanas por dos cartas enviadas a la Catedral de Jaén en 1784. Nació en 1762 o 1763 en la villa de Narros, en la provincia de Soria. Se educó en el Colegio de Infantes de San Felipe Neri de la Catedral de Sigüenza a partir de los ocho o nueve años, permaneciendo nuevo o diez años. Es posible que su maestro fuese Acacio Garcilópez, maestro de capilla de Sigüenza en la década de 1770.
Con solo 17 años, en 1780, ya ejercía como maestro de capilla de la Iglesia Magistral de los Santos Justo y Pastor de Alcalá de Henares, aunque se desconoce cómo llegó a obtener el cargo, que llevaba vacante desde 1778 por la partida del maestro Lino del Río a la Catedral de Plasencia. La iglesia tenía desde 1479 el rango de colegiata y llevaba el título de «Magistral» desde 1519 ya que todos los miembros de su cabildo debían poseer una maestría universitaria. La Colegiata no llegaba a la categoría de una catedral, pero era un centro musical de cierto prestigio, en ese momento con 14 músicos y 12 seises.
Permaneció en el cargo hasta por lo menos 1789, aunque no fuera por no intentar acceder a otros cargos de más prestigio. En 1780 optó por los magisterios de las catedrales de Ávila y de El Burgo de Osma, aunque no se presentó a las oposiciones. Al cabildo de El Burgo de Osma le mencionó en carta que podía solicitar informes suyos a Antonio Rodríguez de Hita, maestro de capilla del Convento de la Encarnación de Madrid; a Fabián García Pacheco, maestro de la Iglesia de la Paloma de Madrid; y a Francisco Vicente Navarro, maestro de capilla de la Catedral de Ávila, lo que una idea de las conexiones de Juanas en la Corte.
Poco después del fallecimiento del maestro Francisco Soler de la Catedral de Jaén el 27 de junio de 1784, el cabildo jienense ya leía en su capítulo cartas de maestros interesados por el puesto: las de Bernardo Echevarría y Antonio Juanas. En total hubo 13 aspirantes al cargo lo que alargó las gestiones, siendo elegido el 28 de julio de 1786 por 12 votos de 16 Ramón Ferreñac, que en ese momento era organista de El Pilar de Zaragoza. El cabildo del Pilar ofreció el cargo de organista primero y un sueldo mayor, por lo que Ferreñac renunció al magisterio de Jaén. El cabildo de Jaén se decidió por realizar unas oposiciones, a las que aspiraron nada menos que 22 candidatos que procedían de toda España, incluyendo las Islas Canarias. Sin embargo finalmente solo se presentarion dos candidatos en Jaén para realizar los ejercicios: Francisco de Paula González, de la Colegiata de Úbeda, y Ramón Garay, residente en Madrid. Juanas escribió el 19 de enero de 1787 para que se le permitiese participar en las oposiciones, ya que no había podido concurrir «por legítimos impedimentos», pero finalmente se dio el cargo a Ramón Garay, que venía recomendado por los maestros de la Real Capilla y las catedrales de Toledo y Sevilla.
Desde finales de 1784 Juanas se asentó en Madrid, compartiendo vivienda con el maestro de capilla del Convento de la Encarnación, Antonio Rodríguez de Hita, «en cuya casa hace dos años y medio permanece, logrando grandes adelantamientos en su profesión.» Juanas además trabajaba como copista personal para Rodríguez de Hita y se consideraba discípulo del maestro. En 1789 Juanas se interesó por el magisterio de la Catedral de Zamora, aunque todo indica que tampoco se presentó a las oposiciones, que ganó Luis Blasco.
Tras dos décadas de inestabilidad y desórdenes en la capilla de música, el cabildo de la Catedral de la Ciudad de México se decidió a buscar un maestro de capilla en la Península. El agente de la catedral mexicana en la Corte, José Miranda, realizó cuatro contratos: el de Juanas para maestro e capilla; además de Bartolomé Vicente Losada, bajo, en calidad de sochantre; José García Pulgar, tiple; y Manuel Pastrana, tenor. El contrato, realizado ante notario, definía las costas de viaje a Nueva España y las condiciones de trabajo, que incluía la libertad de tocar en otras iglesias de la ciudad, siempre que estuviesen libres en la metropolitana. Llegaron a Ciudad de México la tarde del 11 de octubre de 1791.
En 1794 fue citado por la inquisición por haber traducido una canción francesa de contenido subversivo, que lo hacía sospechoso de simpatías republicanas.
Desgraciadamente el viaje afectó la salud del maestro Juanas, que empeoró durante su estancia. En 1797 sufría un «porfiriado desvanecimiento de cabeza que le impide leer, escribir y ejercer todas funciones que son anejas a su ministerio y oficio», del que todavía sufría en 1804. Los tres músicos que lo habían acompañado a México había vuelto a España al poco de llegar por razones de salud. Los problemas de salud eran habituales en los españoles que viajaban a México: el calor, la humedad, la acumulación de basuras y la falta de agua resultaban inhóspitos a los inmigrantes. Y pese a todo, Juanas permaneció en su puesto hasta el 14 de febrero de 1815, fecha en la que se jubiló y regresó a España.
A partir de 1815 se pierde la pista del maestro.

## Obra
Los inventarios de música de la Catedral de México mencionan 419 obras, lo que convertiría a Juanas en el compositor más prolífico de la América virreinal.
Sus composiciones en el archivo musical de la Catedral de la Ciudad de México conservan diez misas a capela, 18 misas con acompañamiento instrumental y más de 200 obras más.
En el Monasterio de Montserrat se conservan dos motetes, compuestos en Madrid y fechados en 1789: Regina caeli a 4 voces y Sacerdotes Domini a 8 voces. En El Escorial se conserva una misa a ocho voces.

## Grabaciones
- Antonio Juanas: Grabaciones de Estreno de Obras Corales Seleccionadas; Collegium Mundi Novi, variante 6, John Austin Clark . Director: R. Ryan Endris (Centaur/Naxos, 2018, CRC 3663)